# Chapitre de Saint-Thomas

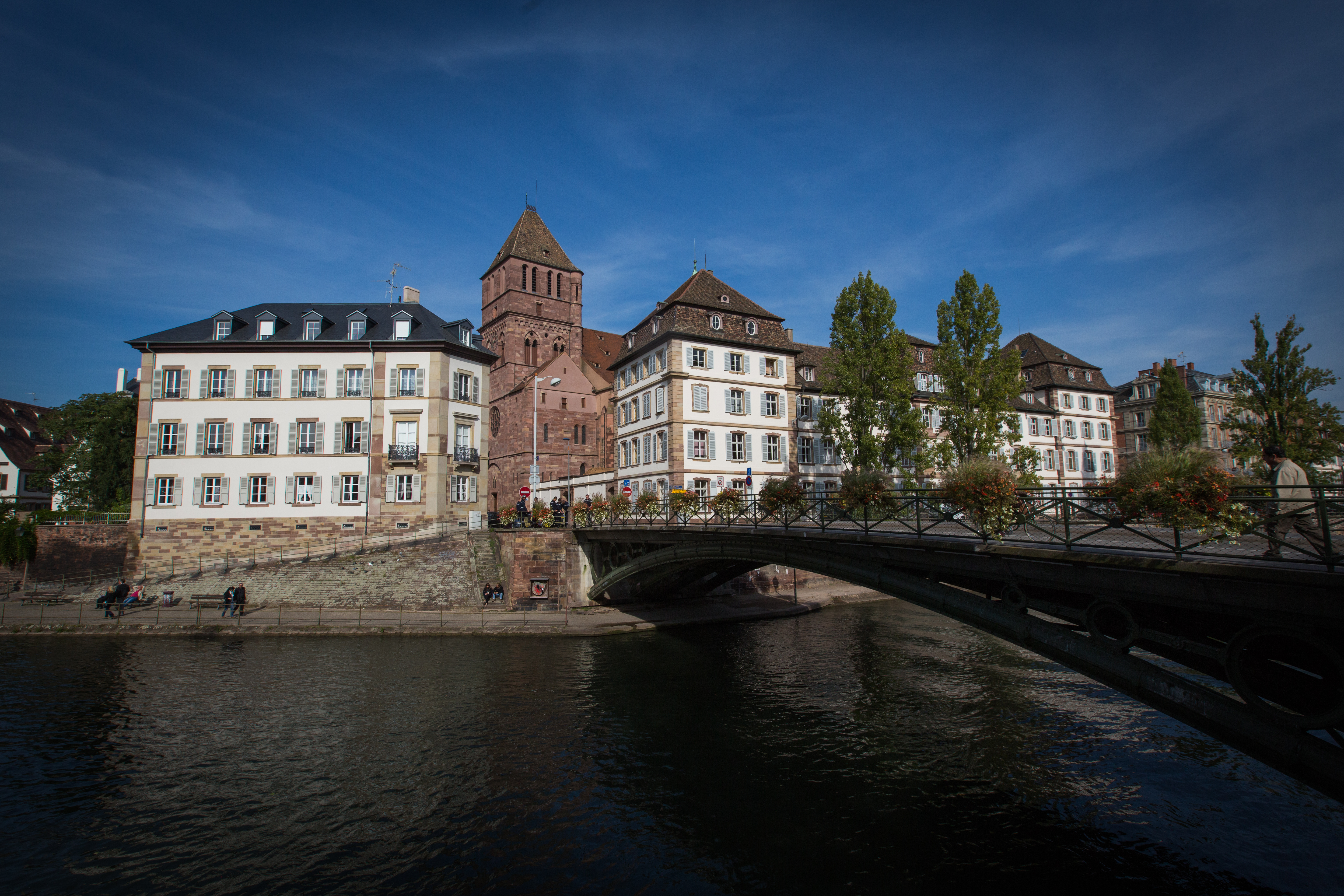
L’église Saint-Thomas, l’ancien séminaire protestant et les bâtiments abritant le Chapitre de Saint-Thomas à Strasbourg.

Le chapitre de Saint-Thomas de Strasbourg est l'institution la plus ancienne du protestantisme français et le seul chapitre luthérien existant en France. Passé en corps à la Réforme en 1524, il gère toujours d'anciennes fondations pieuses richement dotées, consacrées au soutien de l'enseignement depuis le XVIe siècle.

## Histoire

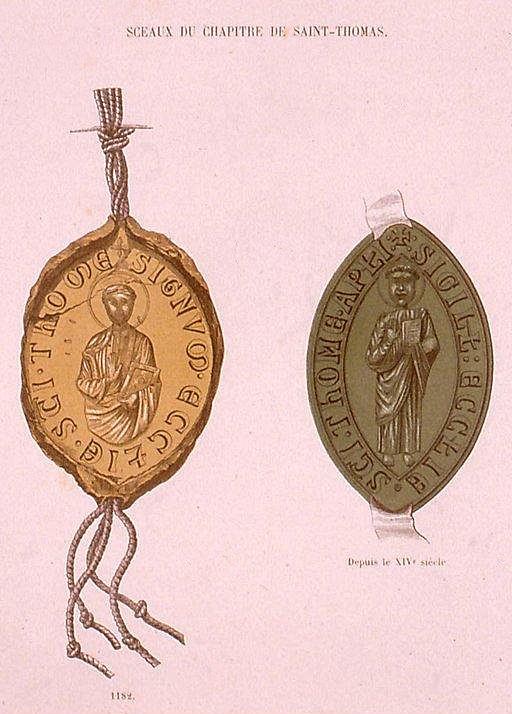
Sceaux du chapitre de Saint-Thomas.

Ce sont des moines écossais qui ont fondé le monastère de Saint-Thomas en 674. Il fut transformé en chapitre séculier en 1031, par l'évêque Guillaume Ier. Les chanoines menèrent une vie communautaire jusqu'au milieu du XIIe siècle, époque où ils se séparèrent, chacun habitant désormais dans sa maison canoniale et vivant de sa prébende provenant des revenus du chapitre.
En mars 1523 Wolfgang Capiton devenait prévôt du chapitre, par la faveur du pape Léon X. Savant humaniste et grand prédicateur, Capiton adhérait à la Réforme luthérienne et entraînait avec lui l'ensemble du chapitre en 1524. Sous son impulsion et celle du réformateur Martin Bucer devenu doyen du chapitre en 1544, les prébendes furent réorientées au profit des pasteurs desservant les paroisses de Saint-Thomas, Saint-Nicolas et Sainte-Aurélie, ainsi qu'aux enseignants du Gymnase et de la Haute-École fondés en 1538, cette dernière devenue Académie en 1566 et Université en 1621. Déjà plus gros propriétaire foncier de la province, le chapitre bénéficia de l'attribution par la ville des biens des couvents strasbourgeois sécularisés. Une convention passée entre le chapitre et la ville en 1529 reconnut au premier l'intégralité de ses possessions mobilières et immobilières, à charge de ne jamais les aliéner et lui en laissait la libre administration. En 1549 un accord entre la ville et l'évêque ratifia la nouvelle destination donnée aux revenus de Saint-Thomas et l'abandon du chapitre et de l'église au culte luthérien. S'ajoutèrent  par la suite de nouvelles fondations émanant de particuliers et de la ville, toutes consacrées à la formation des jeunes.
Lors de la capitulation de Strasbourg le 30 septembre 1681, l'article 3 garantissait le maintien de l'Université protestante avec tous ses droits et revenus, ainsi que celui des fondations et chapitres, dont celui de Saint-Thomas.
Pendant la Révolution, le juriste Christophe-Guillaume Koch, chanoine de Saint-Thomas, obtenait de l'Assemblée nationale les décrets des 17-24 août 1790 confirmant les protestants d'Alsace dans leurs droits et des 1-10 décembre 1790 excluant les biens des institutions protestantes de la nationalisation des biens du clergé. Toujours à la demande de Koch, un décret du 30 floréal an XI (20 juin 1803) créait une Académie à Strasbourg et lui attribuait tous les biens et charges des anciennes fondations protestantes. En 1808 elle prenait le nom de Séminaire protestant.
Après l'annexion de l'Alsace à l'Empire allemand, une loi du 29 novembre 1873 venait réorganiser l'administration des fondations, confiée à nouveau au chapitre de Saint-Thomas reconstitué.
Le chapitre est à la tête d'un patrimoine considérable composé de terres agricoles dans le Bas-Rhin et d'un important parc immobilier à Strasbourg, représentant toutes les époques et tous les styles architecturaux de la région. Il veille en permanence au bon entretien et à la rénovation de ces immeubles.

## Statut du chapitre
Créé par la loi d'Empire du 29 novembre 1873, toujours en vigueur, le chapitre est doté de la personnalité morale. Chargé d'administrer des fondations possédant des biens importants, il peut vendre, acheter, louer, emprunter, faire des dons sous forme de bourses ou subventions. Il a la capacité d'ester en justice comme demandeur ou défendeur. Mais ce n'est pas un établissement public du culte. En particulier il administre librement les fondations et n'est soumis qu'à un droit de surveillance et de contrôle a posteriori du Consistoire supérieur et du Directoire de l'EPCAAL.

## Composition du chapitre

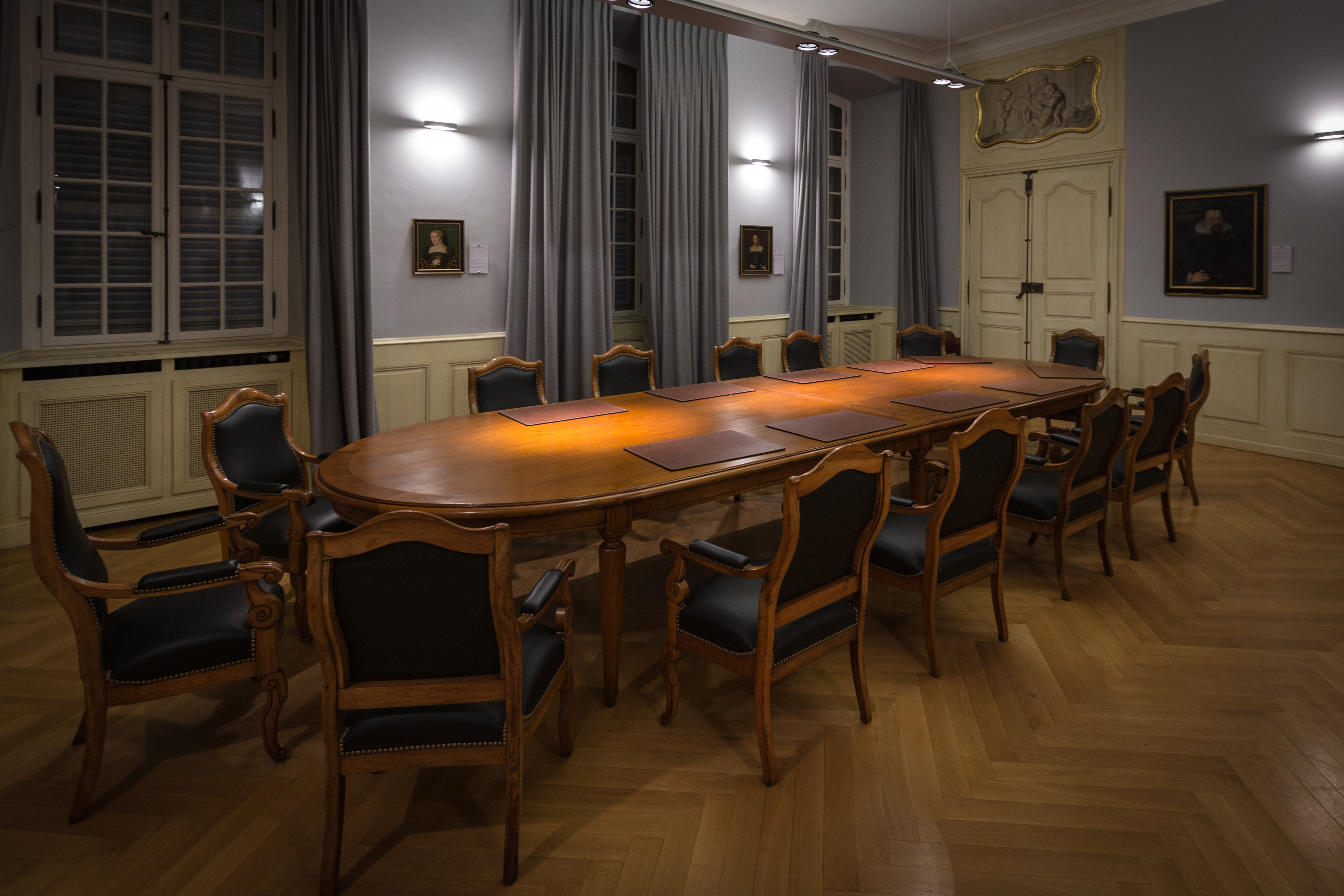
La salle du Chapitre de Saint-Thomas.

Le chapitre est formé de onze chanoines, tous protestants et domiciliés à Strasbourg. Il y a huit membres de droit, le président du Directoire de l’Église protestante de la Confession d'Augsbourg d'Alsace et de Lorraine (EPCAAL), les pasteurs les plus anciens des trois paroisses luthériennes de Saint-Thomas, Saint-Nicolas et Sainte-Aurélie et quatre professeurs de l'Université (les deux plus anciens de la faculté de théologie protestante, le plus ancien de la Faculté de droit et le plus ancien de la Faculté des lettres).  Les trois autres chanoines sont nommés, à savoir deux par le Directoire de l'EPCAAL sur présentation du chapitre et un par le Gouvernement après avis du chapitre. Ils sont en principe membres à vie, sauf le chanoine nommé par le Gouvernement qui est révocable ad nutum et les trois pasteurs pour lesquels il y a un âge limite de départ à la retraite. Un règlement intérieur adopté par le chapitre prévoit que les chanoines se retirent à 70 ans.
Un directeur est nommé par les chanoines, jadis bénévole et désormais salarié. Il est accompagné dans sa tâche par deux administrateurs et une quarantaine de collaborateurs.

## Charges et missions du chapitre
Les trois plus importantes des 26 fondations administrées par le chapitre sont la fondation Saint-Thomas, la fondation de la Haute-École et la fondation Saint-Guillaume.
La première, appuyée sur les biens de l'ancienne collégiale, doit pourvoir à l'entretien des églises Saint-Thomas, Saint-Nicolas et Sainte-Aurélie et de leurs presbytères, assurer le logement du président et du secrétaire général du Directoire de l'EPCAAL et des bureaux de cette Église, accorder un supplément de traitement au président et aux trois pasteurs membres du chapitre et enfin loger les chanoines. Par ailleurs le chapitre contribue, pour une somme aujourd'hui symbolique, au traitement des professeurs de la Faculté de théologie protestante et participe aux frais de renouvellement  de la bibliothèque de cette Faculté. D'autres charges résultent de la volonté des donateurs (soutien financier du Gymnase Jean Sturm et du Séminaire protestant et diverses bourses et subventions aux lycéens et étudiants).
Les revenus de la fondation Haute-École et plus modestement de la fondation Corps des pensions sont affectés au soutien financier du Gymnase Jean Sturm. La fondation Saint-Thomas, excédentaire, couvre les déficits structurels de cet établissement.
La fondation Saint-Guillaume affecte ses ressources au fonctionnement du Collegium Wilhelmitanum, devenu Séminaire protestant ou Thomasstift et Stift en abrégé.
Les missions du chapitre, au XXIe siècle comme depuis le XVIe, sont l'aide aux études (restaurant universitaire qui sert jusqu'à 100 000 repas par an, bourses, prix universitaires, Médiathèque protestante avec 70 000 volumes dont 70 incunables), l'hébergement des étudiants (Séminaire protestant avec 87 chambres, Foyer Sturm avec 98 chambres et Aumônerie universitaire protestante avec 26 chambres) et l'enseignement (Gymnase Jean-Sturm avec environ 900 élèves de la 4e à la terminale, lycée protestant sous contrat).